# Instituto Nacional de Oftalmología
El Instituto Nacional de Oftalmología (INO) es un centro de salud pública peruano especializado en la atención en salud ocular, así como dedicado a la investigación y la enseñanza. Está situado en Lima y es administrado por el Ministerio de Salud del Perú (Minsa).

## Historia
El 23 de setiembre de 1944, el Dr. Luciano Barrere es nombrado jefe del área de Oftalmología del Hospital de Santo Toribio de Mogrovejo, cargo que ocupa hasta 1966, cuando fallece. En su reemplazo es nombrado jefe el  Dr. Francisco Contreras Campos, quien crea el primer Laboratorio Nacional de Patología Ocular en el Hospital  Mogrovejo. En el año 1970, se crea el primer Banco de Ojos en el ámbito nacional.
En el año 1974, en pleno Gobierno Revolucionario de la Fuerza Armada la Beneficencia Pública de Lima transfiere el establecimiento al Ministerio de Salud.  En el año 1981, se funda el Centro Oftalmológico Luciano Barrere Grellaud, siendo Ministro de Salud el Dr. Uriel García Cáceres, dentro del  Hospital Neurológico Santo Toribio de Mogrovejo. El 30 de abril de ese mismo año el Hospital Neurológico Santo Toribio de Mogrovejo se convierte en el Instituto de Ciencias Neurológicas (desde 2006 es denominado como Instituto Nacional de Ciencias Neurológicas).
En el año 1985, siendo Ministro de Salud el Dr. David Tejada de Rivero, se crea el Instituto Neurológico y Oftalmológico
El 28 de abril de 1987, con Decreto Supremo 022-87/SA, siendo Ministro de Salud el Dr. David Tejada de Rivero, se crea el Instituto de Oftalmología, manteniendo su ubicación.
El 16 de agosto de 1988, siendo Ministro de Salud el Dr. Luis Pinillos Ashton, se le asigna al INO como sede, el local ubicado en el Jirón  Miró Quesada, local donde funcionaba el Hospital Materno Infantil San Bartolomé, es aquí donde inicia su desarrollo y crecimiento como institución descentralizada.
En el mismo año su denominación se transforma a Instituto Nacional de Oftalmología – INO.
En 1997, en el gobierno de Alberto Fujimori siendo Ministro de Salud el abogado Marino Costa Bauer, el INO cambia su sede institucional a la Avenida Tingo María en el Cercado de Lima (cerca al límite con el distrito de Breña), donde funciona actualmente.

## Organización
- Atención de especialidades
- Cirugías Oftalmológicas
- Laboratorio
- Óptica

## Sede Regional
El Instituto Regional de oftalmología (IRO) es un centro oftalmológico que brinda atención a la población del norte del Perú. Está ubicado en la ciudad de Trujillo.